# Children's Corner
Children's Corner is een verzameling van composities voor de piano geschreven door de Franse componist Claude Debussy in het jaar 1908. Debussy schreef de dromerige suite voor zijn dochtertje Claude-Emma, koosnaam Chouchou.

## Achtergrond
Hoewel Debussy met de suite duidelijk maakte dat hij doorhad wat jonge kinderen indertijd interesseerde (een hele speelkamer is verwerkt in het muziekstuk), was het stuk in de eerste plaats voor volwassenen bedoeld. Debussy verwerkte zijn herinneringen aan de "onschuldige jeugdjaren" in de suite. De titels van de delen zijn nadrukkelijk in het Engels gegeven, omdat Chouchou een Engels kamermeisje had.
De première van Children's Corner was op 18 december 1908 te Parijs door pianist Harold Bauer.

## Delen
De suite bestaat uit zes delen:
1. Doctor Gradus ad Parnassum
(Modérément animé, C majeur)
Een parodie op een serie van 100 piano-etudes geschreven door Muzio Clementi genaamd Gradus ad Parnassum. Deze etudes waren indertijd erg populair.
2. Jimbo's Lullaby
(Assez modéré, Bes majeur)
Eigenlijk een foutieve benaming voor het deel. Debussy doelde op de bekende olifant Jumbo. Het werk is een slaapliedje. De ongelukkige stappen van de olifant worden in muziek verwerkt met secundes in de baslijn van het stuk.
3. Serenade for the Doll
(Allegretto ma non troppo, E majeur)
Een 'serenade voor de pop', een licht, gracieus en lieflijk werkje.
4. The Snow is Dancing
(Modérément animé, d mineur)
'De sneeuw danst', een mysterieus en impressionistisch werkje over een jongetje in een sneeuwbol. Met lichte naar beneden en naar boven gaande loopjes wordt een luchtig dansje gesymboliseerd.
5. The Little Shepherd
(Très modéré, A majeur)
'De kleine herder', in dit rustige en serene deel wordt een herder met een panfluit uitgebeeld.

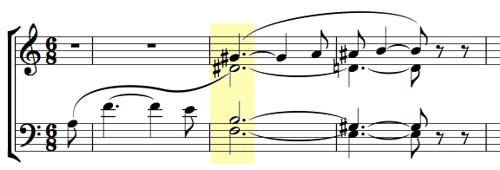
Het Tristanakkoord
6. Golliwogg's Cake Walk
(Allegro giusto, Es majeur)
Dit deel gaat over een zwarte pop die de cakewalk danst. Door een vrolijk jazzthema (eigenlijk ragtime, een pianostijl die voorloper was van de jazz) te combineren met het zwaarmoedige Tristanakkoord, een leitmotiv uit Richard Wagners opera Tristan und Isolde, werkt het geheel als een parodie. Het stuk heeft vooral in het begin veel weg van Debussy's andere klassieker Le petit Nègre.